# Skeleton ai XXII Giochi olimpici invernali
Le gare di skeleton ai XXII Giochi olimpici invernali di Soči  in Russia si sono svolte dal 13 al 15 febbraio 2014 sulla pista di Sanki nella località di Krasnaja Poljana a circa 60 km di distanza da Soči. Si sono disputate due competizioni, una riservata agli uomini e l'altra alle donne, entrambe nella disciplina del singolo.

## Calendario
| Uomini |  |  |  |  |  |                        | 1ª e 2ª manche singolo | 3ª e 4ª manche singolo |  |  |  |  |  |  |  |  | 1 |
| Donne  |  |  |  |  |  | 1ª e 2ª manche singolo | 3ª e 4ª manche singolo |                        |  |  |  |  |  |  |  |  | 1 |
| Totale |  |  |  |  |  |                        | 1                      | 1                      |  |  |  |  |  |  |  |  | 2 |

## Podi

### Uomini
| Evento             | Oro                  | Tempo   | Argento        | Tempo   | Bronzo          | Tempo   |
| Singolo (dettagli) | Aleksandr Tret'jakov | 3'44"29 | Martins Dukurs | 3'45"10 | Matthew Antoine | 3'47"26 |

### Donne
| Evento             | Oro               | Tempo   | Argento           | Tempo   | Bronzo         | Tempo   |
| Singolo (dettagli) | Elizabeth Yarnold | 3'52"89 | Noelle Pikus-Pace | 3'53"86 | Elena Nikitina | 3'54"30 |

## Medagliere
| Posizione | Paese         |   |   |   | Totale |
| --------- | ------------- | - | - | - | ------ |
| 1         | Russia        | 1 | 0 | 1 | 2      |
| 2         | Gran Bretagna | 1 | 0 | 0 | 1      |
| 3         | Stati Uniti   | 0 | 1 | 1 | 2      |
| 4         | Lettonia      | 0 | 1 | 0 | 1      |
| Totale    | Totale        | 1 | 2 | 1 | 4      |